# Goson
Gosom (en francès Gouzon) és un municipi francès situat al departament de la Cruesa i a la regió de la Nova Aquitània.

## Demografia
| 1962                                       | 1968  | 1975  | 1982  | 1990  | 1999  | 2007  |
| ------------------------------------------ | ----- | ----- | ----- | ----- | ----- | ----- |
| 1.580                                      | 1.639 | 1.501 | 1.469 | 1.370 | 1.381 | 1.450 |
| Des de 1962: població sense dobles comptes |       |       |       |       |       |       |

## Administració
| Període   | Identitat          | Partit |
| --------- | ------------------ | ------ |
| 2001-2008 | Jean Pierre Vacher | UMP    |
| 2008-     | Cyril Victor       | UMP    |